# كلية العالم المتحد الأدرياتيكية
كلية العالم المتحد الأدرياتيكية وتعرف كذلك باسم كلية العالم المتحد على البحر الأدرياتيكي أو مدرسة العالم المتحد الأدرياتيكية (بالإنجليزية: United World College of The Adriatic أو UWCAd) هي جزء من من كليات العالم المتحد وهي حركة تعليمية دولية تعمل على جمع طلاب من جميع أنحاء العالم لبناء سلام وتفاهم دولي. الكلية تضم 200 طالب من كلا الجنسين تتراوح أعمارهم ما بين 16 و19 عام، يدرس معظم هؤلاء بمنح دراسية، ويأتون من أكثر من 90 دولة، يدرس الطلاب في الكلية شهادة البكالوريا الدولية

## خريجون مشهورون
- جلعاد تسوكرمن: عالم لسانيات